# 718 Erida
718 Erida
718 Erida là một tiểu hành tinh ở vành đai chính. Nó được Johann Palisa phát hiện ngày 29.9.1911 ở Viên, và được đặt theo tên Erida, con gái của nhà thiên văn học người Mỹ Armin Otto Leuschner